# Christopher Bram
Pour les articles homonymes, voir Bram (homonymie).
 (février 2019).
Si vous disposez d'ouvrages ou d'articles de référence ou si vous connaissez des sites web de qualité traitant du thème abordé ici, merci de compléter l'article en donnant les références utiles à sa vérifiabilité et en les liant à la section « Notes et références ».
Christopher Bram, né en 1952 à Buffalo (New York), est un écrivain américain.

## Biographie
Il grandit à Kempsville, dans l'État de Virginie, étudie au Collège de William et Mary et s'installe à New York en 1978.
Son roman Le Père de Frankenstein (Father of Frankenstein'), paru en 1995, raconte la mort du cinéaste James Whale. L'œuvre est adapté au cinéma en 1998 par Bill Condon sous le titre Ni dieux ni démons (Gods and Monsters).
Paru en 2003, Lives of the Circus Animals reçoit le prix Lambda Literary.
En mai 2003, il obtient le prix Bill Whitehead.

## Œuvre

### Romans
- Surprising Myself (1987)
- Hold Tight : A Novel (1988)
- In Memory of Angel Clare (1989)
- Almost History : A Novel (1992)
- Father of Frankenstein (1995) Publié en français sous le titre Le Père de Frankenstein, traduit par François Delzors et François Rosso, Paris, Passage du Marais, 1999  (ISBN 2-84075-024-4) ; réédition, Paris, 10/18, coll. « Domaine étranger » no 3466, 2002  (ISBN 2-264-03221-9)
- Gossip (1997)
- The Notorious Dr. August : His Real Life and Crimes (2000)
- Lives of the Circus Animals (2003)
- Exiles in America (2006)

### Essais
- Eminent outlaws : the gay writers who changed America (2012) Publié en français sous le titre Anges batailleurs : Les écrivains gays en Amérique, de Tennessee Williams à Armistead Maupin, traduit par Cécile de La Rochère, Paris, Grasset 2013  (ISBN 978-2-246-80069-9)

### Articles, courts essais et préfaces
- « Perry Street, West Greenwich Village » in John Preston (éd.), Hometowns : Gay Men Write About Where They Belong, 1990
- « Slow Learners » in Patrick Merla (éd.), Boys Like Us : Gay Writers Tell Their Coming Out Stories, 1996
- « A Queer Monster : Henry James and the Sex Question » in James White Review, 2003
- « Delicate Monsters » in Greg Wharton and Ian Phillips (éd.), I Do, I Don't : Queers on Marriage, 2004
- « Homage to Mr. Jimmy » in Gods and Monsters (nouvelle édition de Father of Frankenstein), 2005

## Adaptation cinématographique
- 1998 : Ni dieux ni démons (Gods and Monsters), film américano-britannique réalisé par Bill Condon, adaptation du roman Father of Frankenstein